# 온타리오호

온타리오호

온타리오호(Lake Ontario)는 오대호 중 하나로, 캐나다 온타리오주와 미국 뉴욕주에 닿아있다. 오대호 중 면적이 가장 작고, 가장 낮은 곳에 있다. 오대호 중 하나인 이리호와 나이아가라강으로 연결되어 있으나 나이아가라 폭포로 인해 웰랜드 운하를 건설하여 뱃길을 열었다.

## 개요
북쪽으로 캐나다의 온타리오주, 남쪽으로 미국의 뉴욕주와 경계를 이룬다. 대략 타원형인 이 호수의 장축은 311km로 동서 방향으로 놓여 있으며, 최대 너비는 85km이다. 호수의 표면적 1만 9,554km2를 제외한 총 유역면적은 7만 400km2이다.
이 호수로 유입되는 주요 강은 나이아가라강이며, 그밖에 제너시·오스위고·블랙강이 남쪽에서 흘러들어오고 북쪽에서 트렌트강이 흘러든다. 너비가 48km인 호수의 동단에는 5개의 섬이 늘어서 있으며, 이곳에 면한 킹스턴(온타리오) 부근에서 호수의 물이 세인트로렌스강으로 흘러나간다. 온타리오호의 평균 수면 높이는 해발 75m이고 평균 깊이는 86m, 가장 깊은 지점이 244m이다. 하루 13km씩 흐르는 표면 해류는 대체로 동류하며 남쪽 기슭에서 가장 강하게 굽이친다.
해운용으로 건설된 웰런드 운하와 천연의 나이아가라강이 온타리오호와 이리호를 연결해준다. 온타리오호는 뉴욕주 오스위고에서 뉴욕주 바지 운하와 연결되며, 온타리오주 트렌턴에서 트렌트 운하를 통해 조지언만과 연결된다. 온타리오에서 북동쪽으로 나 있는 리도 운하는 킹스턴과 오타와를 연결해준다.
온타리오호 북쪽에 있는 육지는 집중영농지역인 광활한 평야지대까지 뻗어 있다. 레이크산맥으로도 불리는 나이아가라 벼랑은 나이아가라강에서 뉴욕주 소더스에 이르기까지 남쪽 호안을 따라 동쪽으로(내륙 쪽으로 4.8~12.8km) 뻗어 있다. 공업은 온타리오주의 토론토와 해밀턴, 뉴욕주의 로체스터 등과 같은 항구도시에 집중되어 있다. 그 밖에 주요항구로는 뉴욕주의 킹스턴과 오스위고가 있다. 호수는 육지에 인접한 곳에서만 어는데 이 지역의 항구들은 12월 중순부터 4월 중순까지 얼어붙는다.

## 역사
온타리오호는 프랑스의 정찰대원 에티엔 브륄레와 사뮈엘 드 샹플랭이 1615년에 탐험했으며, 처음에는 영국과 동맹을 맺은 이로쿼이 인디언들이 이 지역을 차지하고 있었다. 그러나 17세기 말에서 18세기 초까지의 일시적인 평화기에 프랑스인들은 프론테나크 요새를 포함해 여러 개의 요새를 쌓을 수 있었는데, 그 자리에 지금의 킹스턴이 건설되었다. 그 후 프랑스와 인디언 사이에 벌어진 여러 차례의 전쟁 결과 영국이 이 지역을 장악하게 되었으며, 미국이 독립하면서 정착업·교역업·해운업의 발달이 가속화되었다.

## 같이 보기
- 나이아가라강
- 나이아가라 폭포
- 웰랜드 운하